# Anura Bandaranaike

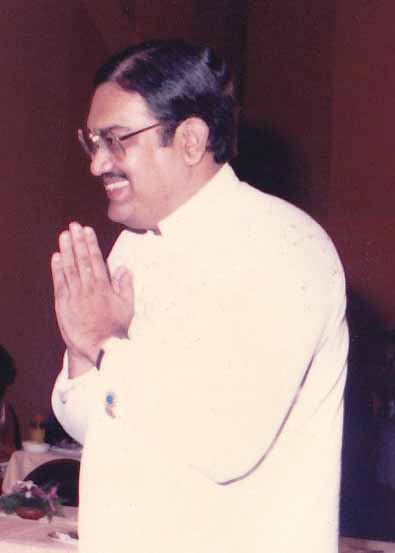
Anura Bandaranaike

Anura Priyadarshi Solomon Dias Bandaranaike (* 15. Februar 1949 in Colombo; † 16. März 2008 ebenda) war ein sri-lankischer Politiker der Sri Lanka Freedom Party (SLFP) sowie der United National Party (UNP), der unter anderem zwischen 2000 und 2001 Sprecher des Parlaments von Sri Lanka sowie von August bis November 2005 Außenminister war.

## Leben
Bandaranaike wurde als Sohn von S. W. R. D. Bandaranaike und dessen Frau Sirimavo Bandaranaike, beide Premierminister in Sri Lanka, geboren. Seine Schwester war die spätere Präsidentin Chandrika Kumaratunga. Als Bandaranaike zehn Jahre alt war, starb sein Vater. Er absolvierte nach dem Besuch des Royal College in Colombo ein Studium an der Universität London. 1973 trat er der Sri Lanka Freedom Party (SLFP) als Mitglied bei und wurde der Cheforganisator von deren Jugendorganisation. 1975 nahm er im Rahmen des vom US-Außenministerium organisierten Austauschprogramm International Visitor Program (IVP) an einem Besuch der USA teil.
1977 wurde Bandaranaike  für die SLFP erstmals zum Mitglied des Parlaments von Sri Lanka gewählt und vertrat dort zunächst den Wahlkreis Nuwara-eliya Maskeliya, ehe er 1983 für die SLFP den Wahlkreis Dompe im Mitglied des Parlaments vertrat. Am 8. November 1983 löste er Appapillai Amirthalingam als Oppositionsführer ab und bekleidete diese Funktion bis zum 20. Dezember 1988, woraufhin seine Mutter Sirimavo Bandaranaike am 9. Dezember 1989 seine Nachfolge antrat. 1993 trat er der United National Party (UNP) als Mitglied bei. In der Regierung von Premierminister Ranil Wickremesinghe hatte er zwischen 1993 und 1994 das Amt des Ministers für Höhere Bildung inne. Nach der Parlamentswahl vom 10. Oktober 2000 wurde er als Nachfolger Kiri Banda Ratnayake Sprecher des Parlaments und übte diese Funktion bis kurz vor den vorgezogenen Parlamentswahl am 5. Dezember 2001 aus, wonach Joseph Michael Perera am 10. Oktober 2001 neuer Parlamentssprecher wurde. Zuvor hatte er die UNP verlassen und war stattdessen wieder der SFLP als Mitglied beigetreten.
Nachdem die SLFP unter dem Vorsitz seiner Schwester Chandrika Kumaratungabei der Parlamentswahl am 2. April 2004 als Siegerin hervorging und mit Mahinda Rajapaksa den Premierminister stellen konnte, wurde er Minister für Industrie, Tourismus und Investitionsförderung. Am 22. August 2005 übernahm er als Nachfolger des erschossenen Lakshman Kadirgamar das Amt des Außenministers ab und bekleidete in Personalunion weiterhin das Amt des Tourismusministers. Nachdem Mahinda Rajapaksa bei der Präsidentschaftswahl am 17. November 2005 zum Staatspräsidenten gewählt worden war und Ratnasiri Wickremanayake am 21. November 2005 das Amt des Premierministers angetreten hatte, wurde Bandaranaike als Außenminister von Mangala Samaraweera abgelöst, behielt aber weiterhin das Amt des Tourismusministers. Im Rahmen einer weiteren Umbildung der Regierung von Premierminister Ratnasiri Wickremanayake verlor er im Januar 2007 das Amt des Tourismusministers und übernahm stattdessen den weniger bedeutungsvollen Posten als Minister für nationale Erbe. Bereits im Februar 2007 wurde er im Zuge einer neuerlichen Regierungsumbildung als vermeintlicher Gegner von Präsident Mahinda Rajapaksa aus der Regierung entlassen und sagte zu seiner Entlassung, dass er glücklich sei den „Karneval der Clowns“ verlassen zu haben. Zwei Wochen später wurde er jedoch abermals zum Minister für nationale Erbe in die Regierung berufen, nachdem die Differenzen zwischen ihm und dem Staatspräsidenten ausgeräumt wurden. Im Dezember 2007 trat er schließlich von seinem Ministeramt zurück und schied endgültig aus der Regierung aus.
Er starb am 16. März 2008 in Colombo in seiner offiziellen Residenz in Visumpaya nach einer längeren Krankheit aufgrund des Krebses, der einige Jahre zuvor diagnostiziert worden war und für den er mehrere Monate im Krankenhaus lag. Einige Wochen vor seinem Tod hatte er drei Monate Urlaub vom Parlament genommen.